# George Breen
George Thomas Breen, född den 19 juli 1935 i Buffalo i New York, död den 14 november 2019, var en amerikansk simmare.
Breen blev olympisk silvermedaljör på 4 x 200 meter frisim vid sommarspelen 1956 i Melbourne.